# Liste der Baudenkmäler in Baierbrunn

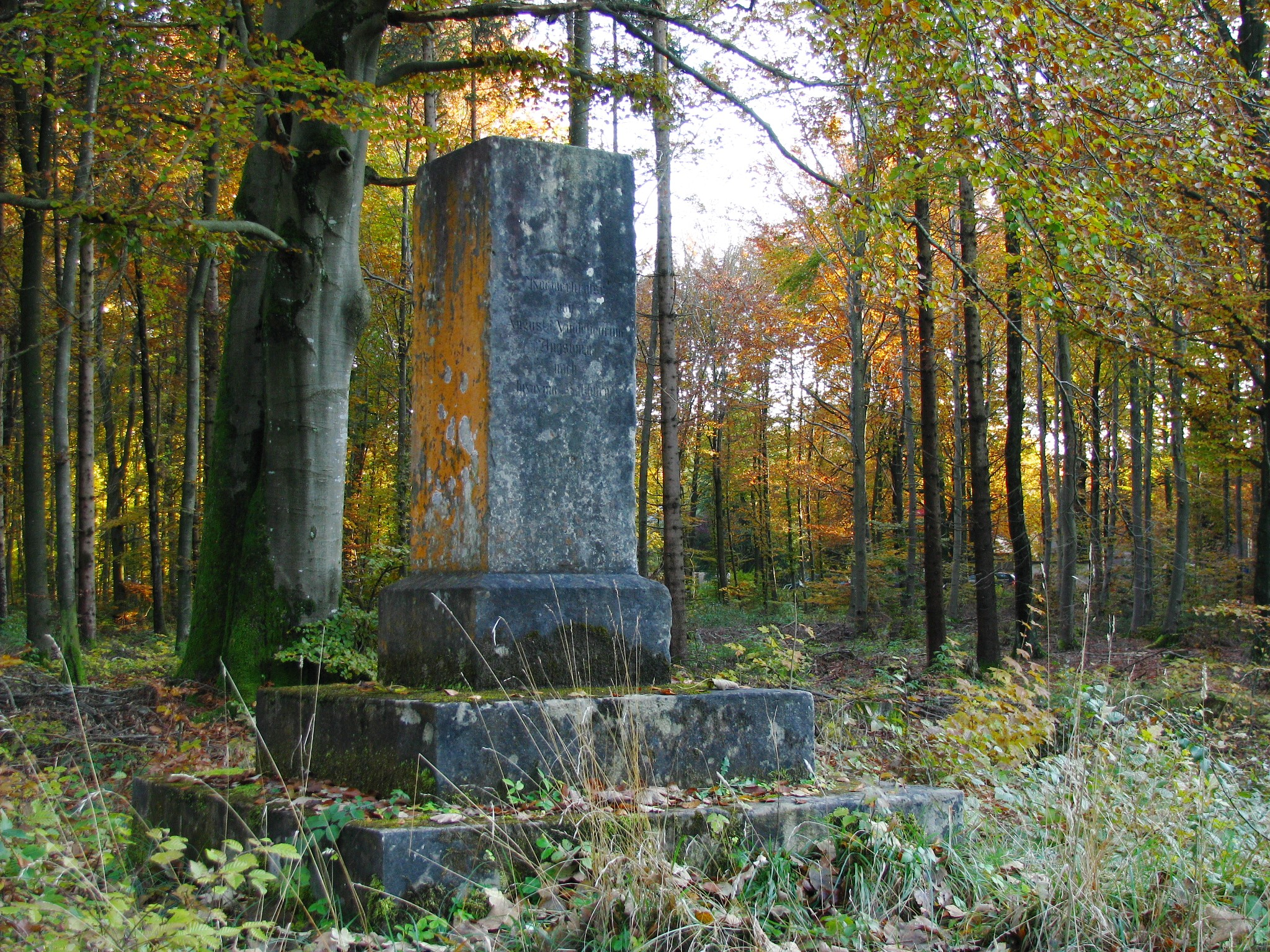
Gedenkstein an den Verlauf der Römerstraße „Via Julia“

Auf dieser Seite sind die Baudenkmäler in der oberbayerischen Gemeinde Baierbrunn zusammengestellt. Diese Tabelle ist eine Teilliste der Liste der Baudenkmäler in Bayern. Grundlage ist die Bayerische Denkmalliste, die auf Basis des Bayerischen Denkmalschutzgesetzes vom 1. Oktober 1973 erstmals erstellt wurde und seither durch das Bayerische Landesamt für Denkmalpflege geführt wird. Die folgenden Angaben ersetzen nicht die rechtsverbindliche Auskunft der Denkmalschutzbehörde.

## Baudenkmäler nach Ortsteilen

### Baierbrunn
| Lage                                | Objekt                                             | Beschreibung | Akten-Nr.             | Bild                                               |
| ----------------------------------- | -------------------------------------------------- | --- | --------------------- | -------------------------------------------------- |
| Burgstraße 5 (Standort)             | Ehemaliges Bauernhaus, genannt Beim Jäger          | Kurzer zweigeschossiger Einfirsthof mit Steilsatteldach, am Wohnteil Putzgliederung, Giebel verbrettert, im Kern 16. Jahrhundert, im 17. und 18. Jahrhundert umgebaut, Dachtragwerk nach Brand von 1818 erneuert | D-1-84-113-2 Wikidata | weitere Bilder                                     |
| Hermann-Roth-Straße 20 (Standort)   | Wohn- und Ateliergebäude, sogenanntes Künstlerheim | 1904 als kleiner Villenbau mit steilem Satteldach sowie einem Atelieranbau (1906) an der Ostseite errichtet, seit 1979 durch den Bildhauer Lothar Fischer (1933–2004) umgestaltet, mit neuem Atelierbau (1995) an der Südwestseite, mit Skulpturenhof, mit Stahltreppe und Skulpturen im Garten am südlich gelegenen Steilhang Einfriedung, 1904 | D-1-84-113-7 Wikidata | Wohn- und Ateliergebäude, sogenanntes Künstlerheim |
| Hermann-Roth-Straße 22 (Standort)   | Villa                                              | ehemals des Malers Ferdinand Coppenrath, Backsteinbau im historisierenden Jugendstil mit Mansard- und Flachwalmdach sowie Turmrisalit, 1906 | D-1-84-113-3 Wikidata | Villa                                              |
| Wolfratshauser Straße 13 (Standort) | Gasthof zur Post                                   | Zweigeschossiger kubischer Walmdachbau mit Lisenengliederung und Kastengesims, zweite Hälfte 18. Jahrhundert, langgestreckter erdgeschossiger Anbau mit Eckpavillon, um 1920 | D-1-84-113-4 Wikidata | Gasthof zur Post                                   |
| Wolfratshauser Straße 52 (Standort) | Patrona Bavariae                                   | Katholische Nebenkirche, ehemals St. Peter und Paul, im Kern spätgotischer Saalbau mit eingezogenem Polygonalchor und Westturm mit Zwiebelhaube, barocker Umbau durch Martin Gunetzrhainer, 1686; mit Ausstattung Friedhof mit historischen Grabmälern wie dem spätklassizistischen Grabstein Bugger/Oberrieder von 1888 Friedhofsmauer, massiv  | D-1-84-113-1 Wikidata | weitere Bilder                                     |
| Auf dem Isarhochufer (Standort)     | Grenzstein                                         | 15. oder 16. Jahrhundert Nicht nachqualifiziert, im Bayerischen Denkmal-Atlas nicht kartiert. | D-1-84-113-5 Wikidata | weitere Bilder                                     |

### Buchenhain
| Lage                          | Objekt                                                          | Beschreibung          | Akten-Nr.             | Bild                                                            |
| ----------------------------- | --------------------------------------------------------------- | --------------------- | --------------------- | --------------------------------------------------------------- |
| Baierbrunner Wiese (Standort) | Gedenkstein zur Erinnerung an die Römerstraße Augsburg–Salzburg | Mitte 19. Jahrhundert | D-1-84-113-6 Wikidata | Gedenkstein zur Erinnerung an die Römerstraße Augsburg–Salzburg |